# Shiziba (sockenhuvudort i Kina, Yunnan Sheng, lat 27,98, long 104,18)
Shiziba (kinesiska: 柿子坝, 柿子乡) är en sockenhuvudort i Kina. Den ligger i provinsen Yunnan, i den sydvästra delen av landet, omkring 360 kilometer nordost om provinshuvudstaden Kunming. Antalet invånare är 24 743. Befolkningen består av 11 375 kvinnor och 13 368 män. Barn under 15 år utgör 23,0 %, vuxna 15-64 år 69 %, och äldre över 65 år 7,0 %.
Runt Shiziba är det ganska tätbefolkat, med 160 invånare per kvadratkilometer. Närmaste större samhälle är Yanjing, 11,5 km norr om Shiziba. I omgivningarna runt Shiziba växer i huvudsak blandskog.
Genomsnittlig årsnederbörd är 1 157 millimeter. Den regnigaste månaden är juli, med i genomsnitt 289 mm nederbörd, och den torraste är december, med 11 mm nederbörd.